# 19 class a numbers
19 class a numbers ist das vierte Album des österreichischen Austropop-Musikers und Liedermachers Wolfgang Ambros.

## Produktion
Wolfgang Ambros und sein Freund und Texter Joesi Prokopetz produzierten 1976 das Studioalbum 19 class a numbers. Das Album selbst gehört zu den ganz großen Veröffentlichungen in Wolfgang Ambros’ nun schon gut vierzigjähriger Karriere. Es hat durchaus historische Relevanz, denn es war das erste reguläre Studio-Album eines Österreichers, das als Doppel-LP erschien und eines der ersten im gesamten deutschsprachigen Raum überhaupt.

## Titelliste
1. Meine Foab’n – 2:43 (Khittl)
2. A klana Blick – 2:02 (Khittl)
3. Eibischzuckerl – 2:22 (Prokopetz)
4. Hoit do is a Spoit – 3:10 (Prokopetz)
5. Es ergibt si nix – 3:52 (Ambros)
6. Hilly Billy Lilly – 2:55 (Prokopetz)
7. Glaub jo ned (daß des so weidageht) – 3:42 (Ambros)
8. Hoiba zwöfe – 2:31 (Ambros)
9. Auftritt – 4:01 (Ambros)
10. Sei ned so g’spritzt – 3:50 (Ambros)
11. Sonst muß ich sie ermorden – 2:08 (Khittl)
12. A gfäuda Tog – 4:35 (Khittl)
13. De best’n Liada – 2:03 (Ambros)
14. Warum host des g’mocht – 4:37 (Ambros)
15. Da Ernstl – 4:14 (Prokopetz)
16. Baba und foi ned – 3:27 (Prokopetz)
17. Du schwarzer Afghane – 4:00 (Khittl)
18. UFO – 3:12 (Khittl)
19. Es is no ned vorbei – 7:40 (Ambros)

## Charts und Chartplatzierungen
| ChartsChartplatzierungen | Höchstplatzierung | Monate |
| ------------------------ | ----------------- | ------ |
| Österreich (Ö3)          | 6 (2 Mt.)         | 2      |